# Abus de faiblesse
Cet article concerne le délit. Pour le film de Catherine Breillat, voir Abus de faiblesse (film).
Un abus de faiblesse consiste à exploiter l'état d'ignorance ou de vulnérabilité psychique ou psychologique d'une personne pour l'amener à prendre des engagements dont elle est incapable de voir l'importance.

## Droit par pays

### Belgique
En 2012, l'infraction d'abus de situation de faiblesse a été ajoutée au Code pénal belge, à l'article 442quater du Code. La disposition se lit ainsi : 

« Quiconque aura, alors qu'il connaissait la situation de faiblesse physique ou psychique d'une personne, altérant gravement la capacité de discernement de cette personne, frauduleusement abusé de cette faiblesse pour conduire cette personne à un acte ou à une abstention portant gravement atteinte à son intégrité physique ou mentale ou à son patrimoine, sera puni d'une peine d'un mois à deux ans d'emprisonnement et d'une amende de cent euros à mille euros ou d'une de ces peines seulement. »

### France

#### Droit pénal
L'article 223-15-2 du code pénal défini l'abus de faiblesse comme « l'abus frauduleux de l'état d'ignorance ou de la situation de faiblesse soit d'un mineur, soit d'une personne dont la particulière vulnérabilité, due à son âge, à une maladie, à une infirmité, à une déficience physique ou psychique ou à un état de grossesse, est apparente ou connue de son auteur, soit d'une personne en état de sujétion psychologique ou physique résultant de l'exercice de pressions graves ou réitérées ou de techniques propres à altérer son jugement, pour conduire ce mineur ou cette personne à un acte ou à une abstention qui lui sont gravement préjudiciables ».

#### Droit de la consommation
L'abus de faiblesse est également incriminé par le code de la consommation dans son article L. 121-8 et sanctionne spécialement l'abus « de la faiblesse ou de l'ignorance d'une personne pour lui faire souscrire, par le moyen de visites à domicile, des engagements au comptant ou à crédit sous quelque forme que ce soit, lorsque les circonstances montrent que cette personne n'était pas en mesure d'apprécier la portée des engagements qu'elle prenait ou de déceler les ruses ou artifices déployés pour la convaincre d'y souscrire ou font apparaître qu'elle a été soumise à une contrainte. »

#### Déontologie médicale
Le code de déontologie, qui fixe la déontologie médicale en France, interdit l’abus de faiblesse des patients par les médecins, et plus particulièrement les relations intimes et actes à caractère sexuel de médecin à patient, au regard de l’obligation éthique du respect du patient et de sa dignité imposé par l’article R.4127-2 du Code de la santé publique. Cet abus de faiblesse est induit par la relation ascendante que le médecin a sur son patient si le professionnel se sert de l’état de vulnérabilité ou d’ignorance du patient pour abuser de lui